# Емецкий район
Емецкий район — административно-территориальная единица в составе Северного края, Северной области и Архангельской области, существовавшая в 1929—1959 годах. Центр — Емецк.

## История
Емецкий район был образован в составе Архангельского округа в 1929 году на территории Емецкой волости бывшего Архангельского уезда, Калежского и Моржегорского сельсоветов Усть-Важской волости бывшего Шенкурского уезда. 14 сентября 1929 года в состав Березниковского района были включены Моржегорский и Калежский сельсоветы.
Емецкий район делился на 16 сельсоветов: Брин-Наволоцкий, Григоровский, Емецкий, Зачачьевский, Звозо-Ныкольский, Котовский, Меландовский, Пиньгишенский, Плесовский, Прилуцкий, Рато-Наволоцкий, Селецкий, Сийский, Средьмехреньгский, Хаврогорский, Хоробрицкий.
В 1954 году Прилуцкий сельский совет был присоединён к Емецкому, Котовский и Меландовский сельсоветы — к Рато-Наволоцкому, Хоробрицкий сельсовет — к Сийскому, Плесовский сельсовет — к Селецкому.
11 сентября 1959 года Емецкий район был упразднён, а территория его 11 сельсоветов вошла в состав Холмогорского района.

## Попытки восстановления района
В 1995 году жители территорий бывшего Емецкого района устроили голосование. По его итогам, 75% граждан высказалось "за" восстановление района.

## Демография
В 1929 году на территории района площадью 7,7 тыс. кв. км в 284 населённых пунктах проживало 25,1 тыс. человек. В 1939 году на территории района площадью 9,2 тыс. кв. км в 290 населённых пунктах проживало 21,2 тыс. человек.